# Stichotomus corrigiolatus
Stichotomus corrigiolatus is een keversoort uit de familie kniptorren (Elateridae). De wetenschappelijke naam van de soort is voor het eerst geldig gepubliceerd in 1848 door Germar.